# Luther Harris
Luther Harris (27 agosto 1923 – Cottage Hills, 3 febbraio 1986) è stato un cestista statunitense, professionista nella NBL.

## Carriera
Giocò per tre stagioni nella NBL, disputando complessivamente 154 partite con 6,7 punti di media.